# أولاد عياش وبني مطير (غياتة الغربية)
أولاد عياش و بني مطير هي إحدى مشيخات المملكة المغربية، تتبع جغرافيا لإقليم تازة وإداريًا لغياتة الغربية. يقدر عدد سكانها بـ 2835 نسمة حسب الإحصاء الرسمي للسكان والسكنى لسنة 2004.